# Collix relocata
Collix relocata är en fjärilsart som beskrevs av Louis Beethoven Prout 1932. Collix relocata ingår i släktet Collix och familjen mätare. Inga underarter finns listade i Catalogue of Life.